# Dasychira ambahona
Dasychira ambahona är en fjärilsart som beskrevs av Collenette 1954. Dasychira ambahona ingår i släktet Dasychira och familjen tofsspinnare. Inga underarter finns listade i Catalogue of Life.